# Migliori prestazioni italiane nella marcia 5000 metri
La lista delle migliori prestazioni italiane nella marcia 5000 metri, aggiornata periodicamente dalla Federazione Italiana di Atletica Leggera, raccoglie i migliori risultati di tutti i tempi degli atleti italiani nella specialità della marcia 5000 metri.

## Maschili outdoor
Statistiche aggiornate al 20 febbraio 2023.
|     | Misura   | Atleta                 | Luogo    | Data              |
| --- | -------- | ---------------------- | -------- | ----------------- |
| 1.  | 18'30"43 | Maurizio Damilano      | Caserta  | 11 giugno 1992    |
| 2.  | 18'38"45 | Ivano Brugnetti        | Milano   | 25 giugno 2009    |
| 3.  | 18'42"50 | Giovanni De Benedictis | Formia   | 8 luglio 1991     |
| 4.  | 18'44"99 | Walter Arena           | Formia   | 8 luglio 1991     |
| 5.  | 18'53"91 | Francesco Fortunato    | Modena   | 17 giugno 2016    |
| 6.  | 18'57"14 | Gianluca Picchiottino  | Livorno  | 29 giugno 2019    |
| 7.  | 19'07"64 | Francesco Tontodonati  | Milano   | 24 aprile 2021    |
| 8.  | 19'18"33 | Matteo Giupponi        | Milano   | 22 aprile 2016    |
| 9.  | 19'22"64 | Leonardo Dei Tos       | Milano   | 22 aprile 2016    |
| 10. | 19'30"72 | Arturo Di Mezza        | Grosseto | 11 settembre 1996 |

## Femminili outdoor
Statistiche aggiornate al 20 febbraio 2023.
|     | Misura    | Atleta              | Luogo        | Data              |
| --- | --------- | ------------------- | ------------ | ----------------- |
| 1.  | 20'01"80  | Eleonora Giorgi     | Misterbianco | 18 maggio 2014    |
| 2.  | 20'12"41  | Elisabetta Perrone  | Rieti        | 2 agosto 2003     |
| 3.  | 20'21"69  | Annarita Sidoti     | Cesenatico   | 1º luglio 1995    |
| 4.  | 20'25"2 m | Ileana Salvador     | Barcellona   | 5 aprile 1992     |
| 5.  | 20'48"11  | Rossella Giordano   | Roma         | 10 maggio 1997    |
| 6.  | 20'53"43  | Erica Alfridi       | Vigevano     | 18 maggio 2002    |
| 7.  | 20'56"29  | Elisa Rigaudo       | Pescara      | 14 settembre 2002 |
| 8.  | 20'57"96  | Cristiana Pellino   | Roma         | 10 luglio 1998    |
| 9.  | 21'00"0 m | Antonella Palmisano | Tivoli       | 3 ottobre 2020    |
| 10. | 21'15"4 m | Maria Grazia Orsani | Avellino     | 8 maggio 1993     |

## Maschili indoor

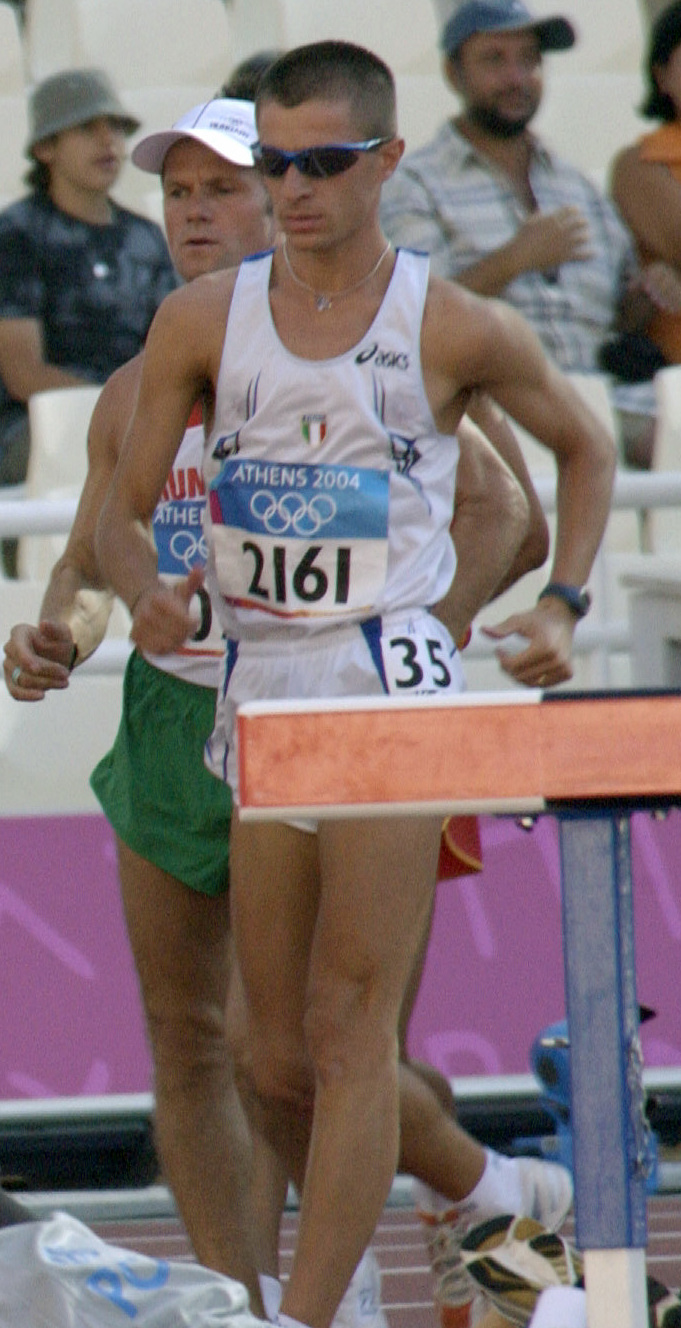
Ivano Brugnetti, detentore del primato italiano della marcia 5000 metri indoor

Statistiche aggiornate al 20 febbraio 2023.
|     | Misura    | Atleta                 | Luogo  | Data             |
| --- | --------- | ---------------------- | ------ | ---------------- |
| 1.  | 18'08"86  | Ivano Brugnetti        | Ancona | 17 febbraio 2007 |
| 2.  | 18'19"97  | Giovanni De Benedictis | Genova | 28 febbraio 1992 |
| 3.  | 18'27"15  | Alessandro Gandellini  | Genova | 12 febbraio 2000 |
| 4.  | 18'37"63  | Francesco Fortunato    | Ancona | 18 febbraio 2023 |
| 5.  | 18'46"49  | Alex Schwazer          | Ancona | 27 febbraio 2010 |
| 6.  | 18'47"94  | Michele Didoni         | Genova | 12 febbraio 2000 |
| 7.  | 18'57"52  | Massimo Fizialetti     | Genova | 20 febbraio 1999 |
| 8.  | 18'59"2 m | Carlo Mattioli         | Milano | 19 febbraio 1980 |
| 9.  | 19'02"52  | Pietro Fiorini         | Pesaro | 30 gennaio 1991  |
| 10. | 19'04"50  | Giovanni Perricelli    | Torino | 24 febbraio 1996 |